# Orthotrichia banisbus
Orthotrichia banisbus är en nattsländeart som beskrevs av Wells 1991. Orthotrichia banisbus ingår i släktet Orthotrichia och familjen smånattsländor. Inga underarter finns listade i Catalogue of Life.